# Tom King (cestista)
Thomas Van Dyke King, detto Tom (Cincinnati, 9 marzo 1924 – Amelia Island, 12 novembre 2015), è stato un cestista statunitense, professionista nella BAA.
Era il marito di Barbara Ann Scott.